# 풋강낭콩

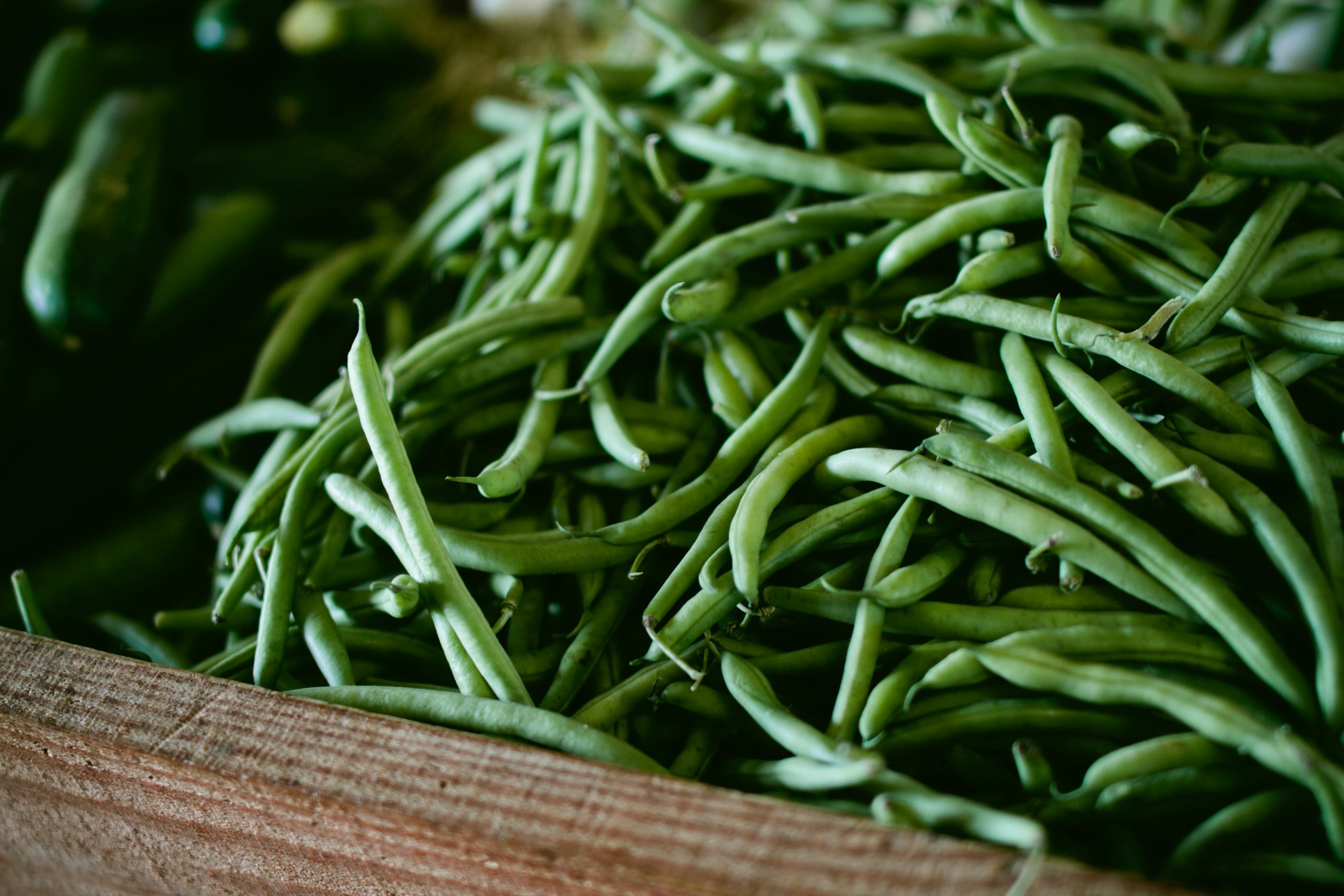
풋강낭콩

풋강낭콩(영어: green beans 그린빈스[*])은 아직 덜 익어 깍지 속에 들어 있는 강낭콩이다. 채소로 먹는다.

## 같이 보기
- 풋콩